# Rosa Pérez Garijo
Rosa Pérez Garijo (Catarroja, Valencia, 6 de septiembre de 1972) es una abogada, politóloga, profesora de Derecho laboral en la Universidad de Valencia y política española. Ha ocupado el puesto de Consejera de Participación, Transparencia, Cooperación y Calidad Democrática de la Generalidad Valenciana y ha sido diputada de las Cortes Valencianas por Valencia en el grupo parlamentario de Unides Podem. Actualmente es coordinadora de Esquerra Unida del País Valencià.

## Trayectoria académica y profesional
Se licenció en derecho por la Universitat de València en el año 1998. Ese mismo año obtuvo el Postgrado en Derecho del Trabajo y la Seguridad Social por la misma Universidad y un año más tarde obtuvo el Certificado de Aptitud Pedagógica por el Instituto de Ciencias de la Educación de la Universidad Complutense de Madrid. Años más tarde, en 2011, se licenció en Ciencias Políticas y de Administración también por la Universitat de València.
Abogada (1998-2011) y profesora asociada de la Facultad de Derecho de la Universitat de València desde 2003.
Obtiene el doctorado, por la Universidad de Valencia, en 2024, con la tesis:Igualdad laboral entre mujeres y hombres: realidad social y su reflejo en el cine.

## Trayectoria política
Ha sido concejala de Catarroja durante cuatro legislaturas así como Diputada de la Diputación Provincial de Valencia durante dos legislaturas, la primera (2011-2015) en la oposición y la segunda (2015-2019) donde ocupó la Vicepresidencia 4ª encargada de Teatros, Inclusión Social y Memoria Histórica. Desde abril de 2018 es Coordinadora General de EUPV perteneciendo también a la dirección federal de Izquierda Unida.
Tras las elecciones valencianas del 28 de abril de 2019 y el acuerdo de gobierno entre las cuatro formaciones progresistas que formarían el Botànic2, esto es PSPV-PSOE, Compromís, Podem i Esquerra Unida del País Valencià, Rosa Pérez Garijo fue nombrada Consellera de Participació, Transparència, Cooperació i Qualitat Democràtica el 17 de junio de 2019.
Su labor política se ha destacado por la lucha contra la corrupción en la Diputació de València durante la Presidencia de Alfonso Rus en el conocido como Cas Taula, del cual fue denunciante; y promover las labores de exhumación de las fosas del franquismo como Diputada responsable de Memoria Histórica, siendo la Diputació de València la primera administración pública valenciana en hacerlo y una de las primeras en todo el país. Función que continuó ejerciendo posteriormente como Consellera de Qualitat Democràtica con las primeras exhumaciones de la Generalitat.